# Eric Voegelin
Eric Voegelin, född 3 januari 1901 i Köln, död 19 januari 1985, var en tysk-amerikansk politisk filosof. Han är känd för sitt resonemang om att en typ av gnosticism är dominerande i samtidens tänkande och ligger till grund för allvarliga civilisatoriska problem.

## Liv och gärning
Eric Voegelins familj flyttade till Wien när han var barn. Han utbildade sig vid Wiens universitet, där han också blev professor. Han lärde sig klassisk grekiska och hebreiska för att kunna läsa grekisk filosofi och bibeltexter på originalspråk. På 1930-talet skrev han flera böcker som kritiserade tidens rasteorier, vilket föranledde att han blev avskedad efter Anschluss 1938. Han flyttade till Förenta staterna och undervisade vid flera olika universitet innan blev han anställd av Louisiana State University 1942. Han förblev i Louisiana till 1958 när han återvände till Europa och blev professor vid Münchens universitet. År 1969 flyttade han återigen till Förenta staterna och var verksam vid Stanford Universitys Hoover Institution fram till sin död.
Voegelins huvudsakliga influenser var Platon och Aristoteles, i synnerhet Platon vars upplevelse av en transcendent verklighet han ställde i kontrast till moderna filosofers materialism. Störst avtryck har han gjort med sina resonemang om vad han kallar gnosticism, som han menar är den fundamentala orsaken till den moderna civilisationens största utmaningar.

## Utgivet på svenska
- Vetenskap, politik och gnosticism (översättning Jan Olof Bengtsson, Bokförlaget Prisma, 2001)